# Grand Prix Niemiec 1992
Grand Prix Niemiec 1992 (oryg. Großer Mobil 1 Preis von Deutschland) – 10. runda Mistrzostw Świata Formuły 1 w sezonie 1992, która odbyła się 26 lipca 1992, po raz 16. na torze Hockenheimring.
54. Grand Prix Niemiec, 40. zaliczane do Mistrzostw Świata Formuły 1.

## Wyniki

### Kwalifikacje
| P                          | Nr | Kierowca           | Konstruktor(-silnik)  | Opony | Czas     | Odstęp   | Strata   |
| -------------------------- | -- | ------------------ | --------------------- | ----- | -------- | -------- | -------- |
| 1                          | 5  | Nigel Mansell      | Williams-Renault      | G     | 1:37.960 | -        | -        |
| 2                          | 6  | Riccardo Patrese   | Williams-Renault      | G     | 1:38.510 | 0:00.550 | 0:00.550 |
| 3                          | 1  | Ayrton Senna       | McLaren-Honda         | G     | 1:39.106 | 0:00.596 | 0:01.146 |
| 4                          | 2  | Gerhard Berger     | McLaren-Honda         | G     | 1:39.716 | 0:00.610 | 0:01.756 |
| 5                          | 27 | Jean Alesi         | Ferrari               | G     | 1:40.959 | 0:01.243 | 0:02.999 |
| 6                          | 19 | Michael Schumacher | Benetton-Ford         | G     | 1:41.132 | 0:00.173 | 0:03.172 |
| 7                          | 26 | Érik Comas         | Ligier-Renault        | G     | 1:41.945 | 0:00.813 | 0:03.985 |
| 8                          | 25 | Thierry Boutsen    | Ligier-Renault        | G     | 1:42.112 | 0:00.167 | 0:04.152 |
| 9                          | 20 | Martin Brundle     | Benetton-Ford         | G     | 1:42.136 | 0:00.024 | 0:04.176 |
| 10                         | 16 | Karl Wendlinger    | March-Ilmor           | G     | 1:42.357 | 0:00.221 | 0:04.397 |
| 11                         | 12 | Johnny Herbert     | Lotus-Ford            | G     | 1:42.645 | 0:00.288 | 0:04.685 |
| 12                         | 28 | Ivan Capelli       | Ferrari               | G     | 1:42.748 | 0:00.103 | 0:04.788 |
| 13                         | 11 | Mika Häkkinen      | Lotus-Ford            | G     | 1:42.749 | 0:00.001 | 0:04.789 |
| 14                         | 3  | Olivier Grouillard | Tyrrell-Ilmor         | G     | 1:42.797 | 0:00.048 | 0:04.837 |
| 15                         | 10 | Aguri Suzuki       | Footwork-Mugen-Honda  | G     | 1:42.838 | 0:00.041 | 0:04.878 |
| 16                         | 30 | Ukyō Katayama      | Larrousse-Lamborghini | G     | 1:43.079 | 0:00.241 | 0:05.119 |
| 17                         | 9  | Michele Alboreto   | Footwork-Mugen-Honda  | G     | 1:43.171 | 0:00.092 | 0:05.211 |
| 18                         | 22 | Pierluigi Martini  | Dallara-Ferrari       | G     | 1:43.556 | 0:00.385 | 0:05.596 |
| 19                         | 15 | Gabriele Tarquini  | Fondmetal-Ford        | G     | 1:43.777 | 0:00.221 | 0:05.817 |
| 20                         | 4  | Andrea de Cesaris  | Tyrrell-Ilmor         | G     | 1:43.790 | 0:00.013 | 0:05.830 |
| 21                         | 21 | JJ Lehto           | Dallara-Ferrari       | G     | 1:43.931 | 0:00.141 | 0:05.971 |
| 22                         | 17 | Paul Belmondo      | March-Ilmor           | G     | 1:44.130 | 0:00.199 | 0:06.170 |
| 23                         | 33 | Maurício Gugelmin  | Jordan-Yamaha         | G     | 1:44.521 | 0:00.391 | 0:06.561 |
| 24                         | 23 | Alessandro Zanardi | Minardi-Lamborghini   | G     | 1:44.593 | 0:00.072 | 0:06.633 |
| 25                         | 29 | Bertrand Gachot    | Larrousse-Lamborghini | G     | 1:44.596 | 0:00.003 | 0:06.636 |
| 26                         | 24 | Gianni Morbidelli  | Minardi-Lamborghini   | G     | 1:44.762 | 0:00.166 | 0:06.802 |
| Nie zakwalifikowali się    |    |                    |                       |       |          |          |          |
|                            | 32 | Stefano Modena     | Jordan-Yamaha         | G     | 1:45.088 | 0:00.326 | 0:07.128 |
|                            | 7  | Eric van de Poele  | Brabham-Judd          | G     | 1:45.098 | 0:00.010 | 0:07.138 |
|                            | 14 | Andrea Chiesa      | Fondmetal-Ford        | G     | 1:45.459 | 0:00.361 | 0:07.499 |
|                            | 8  | Damon Hill         | Brabham-Judd          | G     | 1:45.871 | 0:00.412 | 0:07.911 |
| Nie przedkwalifikowali się |    |                    |                       |       |          |          |          |
|                            | 34 | Roberto Moreno     | Moda-Judd             | G     | 1:48.878 | 0:03.007 | 0:10.918 |
|                            | 35 | Perry McCarthy     | Moda-Judd             | G     | -        | -        | -        |
| P                          | Nr | Kierowca           | Konstruktor(-silnik)  | Opony | Czas     | Odstęp   | Strata   |

### Wyścig
| Poz. | Nr. | Kierowca           | Konstruktor           | Okrążeń | Czas/powód NU | Poz. start. | Punktów |
| ---- | --- | ------------------ | --------------------- | ------- | ------------- | ----------- | ------- |
| 1    | 5   | Nigel Mansell      | Williams-Renault      | 45      | 1:18:22.032   | 1           | 10      |
| 2    | 1   | Ayrton Senna       | McLaren-Honda         | 45      | + 4.500       | 3           | 6       |
| 3    | 19  | Michael Schumacher | Benetton-Ford         | 45      | + 34.462      | 6           | 4       |
| 4    | 20  | Martin Brundle     | Benetton-Ford         | 45      | + 36.959      | 9           | 3       |
| 5    | 27  | Jean Alesi         | Ferrari               | 45      | + 1:12.607    | 5           | 2       |
| 6    | 26  | Érik Comas         | Ligier-Renault        | 45      | + 1:36.498    | 7           | 1       |
| 7    | 25  | Thierry Boutsen    | Ligier-Renault        | 45      | + 1:37.180    | 8           |         |
| 8    | 6   | Riccardo Patrese   | Williams-Renault      | 44      | Wypadł z toru | 2           |         |
| 9    | 9   | Michele Alboreto   | Footwork-Mugen-Honda  | 44      | + 1 okrążenie | 17          |         |
| 10   | 21  | Jyrki Järvilehto   | Dallara-Ferrari       | 44      | + 1 okrążenie | 21          |         |
| 11   | 22  | Pierluigi Martini  | Dallara-Ferrari       | 44      | + 1 okrążenie | 18          |         |
| 12   | 24  | Gianni Morbidelli  | Minardi-Lamborghini   | 44      | + 1 okrążenie | 26          |         |
| 13   | 17  | Paul Belmondo      | March-Ilmor           | 44      | + 1 okrążenie | 22          |         |
| 14   | 29  | Bertrand Gachot    | Larrousse-Lamborghini | 44      | + 1 okrążenie | 25          |         |
| 15   | 33  | Maurício Gugelmin  | Jordan-Yamaha         | 43      | + 2 okrążenia | 23          |         |
| 16   | 16  | Karl Wendlinger    | March-Ilmor           | 42      | + 3 okrążenia | 10          |         |
| NU   | 15  | Gabriele Tarquini  | Fondmetal-Ford        | 33      | Silnik        | 19          |         |
| NU   | 4   | Andrea de Cesaris  | Tyrrell-Ilmor         | 25      | Silnik        | 20          |         |
| NU   | 12  | Johnny Herbert     | Lotus-Ford            | 23      | Silnik        | 11          |         |
| NU   | 28  | Ivan Capelli       | Ferrari               | 21      | Silnik        | 12          |         |
| NU   | 11  | Mika Häkkinen      | Lotus-Ford            | 21      | Silnik        | 13          |         |
| NU   | 2   | Gerhard Berger     | McLaren-Honda         | 16      | Elektronika   | 4           |         |
| NU   | 3   | Olivier Grouillard | Tyrrell-Ilmor         | 8       | Silnik        | 14          |         |
| NU   | 30  | Ukyō Katayama      | Larrousse-Lamborghini | 8       | Wypadł z toru | 16          |         |
| NU   | 10  | Aguri Suzuki       | Footwork-Mugen-Honda  | 1       | Wypadł z toru | 15          |         |
| NU   | 23  | Alessandro Zanardi | Minardi-Lamborghini   | 1       | Skrz. biegów  | 24          |         |
| NZ   | 32  | Stefano Modena     | Jordan-Yamaha         |         |               |             |         |
| NZ   | 7   | Eric van de Poele  | Brabham-Judd          |         |               |             |         |
| NZ   | 14  | Andrea Chiesa      | Fondmetal-Ford        |         |               |             |         |
| NZ   | 8   | Damon Hill         | Brabham-Judd          |         |               |             |         |
| NZ   | 34  | Roberto Moreno     | Moda-Judd             |         |               |             |         |
| EXC  | 35  | Perry McCarthy     | Moda-Judd             |         |               |             |         |